# 15e Match des étoiles de la Ligue nationale de hockey
Match précédent Match suivant
Le 15e Match des étoiles de la Ligue nationale de hockey fut tenu le 7 octobre 1961 dans le domicile des Blackhawks de Chicago, le Chicago Stadium.
Les étoiles de la LNH l'emportèrent par la marque de 3 à 1 aux dépens des Blackhawks.

## Effectif

### Étoiles de la LNH
- Entraîneur-chef : Sid Abel ; Red Wings de Détroit.

Gardiens de buts :
- 01 Johnny Bower ; Maple Leafs de Toronto.
- 01 Gump Worsley ; Rangers de New York.

Défenseurs :
- 02 Doug Harvey ; Rangers de New York.
- 03 Marcel Pronovost ; Red Wings de Détroit.
- 18 Tim Horton ; Maple Leafs de Toronto.
- 19 Doug Mohns ; Bruins de Boston.
- 20 Leo Boivin ; Bruins de Boston.

Attaquants
- 04 Phil Goyette, C ; Canadiens de Montréal.
- 05 Bernard Geoffrion, AD ; Canadiens de Montréal.
- 06 Andy Bathgate, AD ; Rangers de New York.
- 07 Norm Ullman, C ; Red Wings de Détroit.
- 08 Frank Mahovlich, AG ; Maple Leafs de Toronto.
- 09 Gordie Howe, AD ; Red Wings de Détroit.
- 10 Alex Delvecchio, C ; Red Wings de Détroit.
- 12 Don Marshall, AG ; Canadiens de Montréal.
- 14 Claude Provost, AD ; Canadiens de Montréal.
- 15 Dean Prentice, AG ; Rangers de New York.
- 16 Henri Richard, C ; Canadiens de Montréal.
- 17 Don McKenney, C ; Bruins de Boston.

### Blackhawks de Chicago
- Entraîneur-chef : Rudy Pilous.

Gardiens de buts
- 01 Glenn Hall.

Défenseurs :
- 02 Bob Turner.
- 03 Pierre Pilote.
- 04 Elmer Vasko.
- 05 Jack Evans.
- 19 Dollard Saint-Laurent.

Attaquants :
- 06 Reggie Fleming, AG.
- 07 Murray Hall, C.
- 09 Bronco Horvath, C.
- 10 Ron Murphy, AG.
- 11 Bill Hay, C.
- 12 Gerry Melnyk, C.
- 14 Ab McDonald, AG.
- 15 Eric Nesterenko, AD.
- 16 Bobby Hull, AG.
- 17 Kenny Wharram, AD.
- 18 Chico Maki, AD.

## Feuille de match
| No | Score            | Équipe           | Buteur (Passeur(s))             | Temps            |                  |
| Première période | Première période | Première période | Première période                | Première période | Première période |
| --- | ---------------- | ---------------- | ------------------------------- | ---------------- | ---------------- |
| 1 | 1-0              | LNH              | Delvecchio (Howe - Ullman)      | 11:37            |                  |
| Pénalité : Mahovlich (LNH) retenu 8:26 ; Hay (Chi) accroché 15:02 ; Vasko (Chi) rudesse 19:15. |                  |                  |                                 |                  |                  |
| Deuxième période |                  |                  |                                 |                  |                  |
| 2 | 2-0              | LNH              | McKenney (Bathgate - Pronovost) | 2:37             |                  |
| 3 | 2-1              | Chicago          | Nesterenko (Hull - Pilote)      | 6:26 AN          |                  |
| 4 | 3-1              | LNH              | Howe (Delvecchio - Ullman)      | 12:38            |                  |
| Pénalité : Goyette (LNH) retenu 4:46 ; Mahovlich (LNH) bâton élevé 7:36 ; Mahovlich (LNH) rudesse 7:36 ; Nesterenko (Chi) bâton élevé 7:36 ; Nesterenko (Chi) retenu 16:21 ; McKenney (LNH) retenu 19:47. |                  |                  |                                 |                  |                  |
| Troisième période |                  |                  |                                 |                  |                  |
| Aucun but |                  |                  |                                 |                  |                  |
| Pénalité : Pilote (Chi) accroché 1:38 ; Richard (LNH) retenu 11:49 ; Hull (Chi) interférence 19:24. |                  |                  |                                 |                  |                  |

Gardiens :
- LNH : Bower (30:00), Worsley (30:00, est entré à 10:00 de la 2e période).
- Chicago : Hall (60:00).

Tirs au but :
- LNH (35) 11 - 13 - 11
- Chicago (23) 06 - 09 - 08

Arbitres : Frank Udvari
Juges de ligne : Neil Armstrong, George Hayes